# Entre viure i somiar
 Entre viure i somiar  (original: Entre vivir y soñar) és una pel·lícula de 2004 dirigida per Alfonso Albacete i David Menkes. Ha estat doblada al català.

## Argument
Quan Ana es va casar amb Felix, el líder d'un grup de rock i fill d'un agent de viatges, pensava que la seva vida estaria plena d'emoció i de viatges. Ara, a la quarantena, porta una vida monòtona amb el seu marit i la seva filla, donant lliçons de cuina i seguint cursos de francés. Però un dia rep una invitació de donar un curs de cuina a París. Aprofita per anar darrere del seu primer amor després de molts anys de no saber-ne res d'ell.

## Repartiment
- Carmen Maura: 	Ana
- Àlex Brendemühl: 	Jean François
- Manuel Manquiña: 	Félix
- Thierry Lhermitte: 	Pierre
- Soledad Silveyra: 	Verónica
- Marta Etura: 	Ana, de jove
- Ivan Massagué: 	Félix, de jove
- Elena de Frutos: 	Verónica, de jove
- David Janer: 	Pierre
- Duna Jové: 	Marta
- Gustavo Pastor: 	Promès Marta D.J.
- Mónica Cervera: 	Rocío
- Laura Mañá: 	Professora Escola de cuina París
- Mathieu Bisson: 	Philippe
- Blanca Martínez: 	Menchu